# آرتور خوسه گرجو
آرتور خوسه گرجو (انگلیسی: Arthur José Gregio؛ زادهٔ تاریخ ورودی نامعتبر است) بازیکن فوتبال اهل برزیل است.
از باشگاه‌هایی که در آن بازی کرده‌است می‌توان به باشگاه ورزشی ژوونتود اشاره کرد.